# Novasep
Novasep mit Sitz in Lyon (Frankreich) war eine Unternehmensgruppe, die Trenntechnik und Syntheseleistungen für die Life Sciences anbot.

## Geschichte
Das Unternehmen entstand aus der von Roger-Marc Nicoud 1996 gegründeten Novasep, die Trenntechnik für die Pharmaindustrie entwickelt und sich besonders mit präparativer Chromatographie beschäftigt.
Durch einen Zukauf wurde 2005 der Anlagenbauer Applexion sas in Epône (Frankreich) Teil der Gruppe. Applexion liefert Engineering und Anlagen für Ionentausch, Chromatographie, Enthärtung, Entmineralisierung, Membranfiltration, Verdampfung bis hin zu Anlagen zur Verwertung von Schlempen aus Bioethanolerzeugung. Verarbeitet werden dabei Zucker, Molke, organische Säuren und Anderes.
Applexion kaufte seinerseits den Membranhersteller Orelis aus St. Maurice de Benoît bei Lyon (Frankreich), der zuvor Teil von Rhodia S.A. und vorher Rhône-Poulenc war. Diese Firma stellt Membranen aus Keramik, Kohlenstoff und organischen Materialien her.
Die Division Prozesstechnologie, Novasep Proces, hat rund 300 Mitarbeiter. Die Division produzierender Werke, Novasep Synthesis, besteht aus der Dynamit Nobel GmbH Explosivstoff und  Systemtechnik DNES in Leverkusen, die aus dem ehemaligen Dynamit-Nobel-Konzern hervorgegangen ist. Sie liefert Syntheseleistungen für hochkritische Reaktionen, z. B. bestimmte Reaktionen bei der Herstellung von Tamiflu.
Weiter gehören die Seripharm AG und bis 2006 Rohner AG in der Schweiz zu der Gruppe. Seripharm stellt Cytotoxine und High-Potent-Active-Ingredients (HPAI) her u. a. mit chiralen Trennverfahren.
Bis 2005 war Novasep in Privatbesitz, bevor es an die amerikanische Rockwood-Gruppe verkauft wurde. 2005 konnte mit Rockwood als Investitionspartner die großen Investitionen getätigt werden. Ab 2007 halten die Private-Equity-Investoren Gilde Buy-Out Partners und Banexi Capital Partenaires 72 Prozent der Groupe Novasep, der Anteil des Managements stieg auf 28 Prozent. 2011 musste in Folge der Finanzkrise die Schulden des Unternehmens von 450 Millionen Euro restrukturiert werden; dadurch kam das Kapital des Unternehmens mittels eines Schuldenschnitts und Schuldenbeteiligungstauschs in die Hände der amerikanischen Investoren Tennenbaum, Silver Point und Pimco. Der Gründer verließ in der Folge das Unternehmen und es wurde ein neues Management bestellt; der Sitz wurde von Pomey in Lothringen nach Lyon verlegt.
Im April 2022 fusionierte Novasep mit Pharmazell und Farmabios zur Axplora Group GmbH mit Sitz in Leverkusen.